# Barnburgh
Barnburgh – wieś w Anglii, w hrabstwie ceremonialnym South Yorkshire, w dystrykcie metropolitalnym Doncaster. Leży 20 km na północny wschód od miasta Sheffield i 237 km na północ od Londynu. W 2001 miejscowość liczyła 1979 mieszkańców.